# Persone di nome Ana
| Questa pagina contiene informazioni ricavate automaticamente dalle voci biografiche con l'ausilio del template Bio e di un bot. L'aggiornamento è periodico e automatico e ricostruisce completamente la pagina. Se manca una persona in questa lista, sei pregato di non aggiungerla, ma accertati piuttosto che la sua voce biografica contenga il template Bio e che i dati anagrafici siano correttamente compilati. Se il template Bio manca, inseriscilo tu stesso o, in alternativa, metti l'avviso {{tmp\|Bio}} che ne segnala la mancanza. Se i dati riportati sono sbagliati, correggi direttamente la voce biografica; le modifiche saranno visibili in questa lista entro pochi giorni. Per chiarimenti vedi il progetto antroponimi. La lista contiene solo le 229 persone che sono citate nell'enciclopedia e per le quali è stato implementato correttamente il template Bio. Pagina aggiornata al 16 ott 2024. |

Questa è una lista di persone presenti nell'enciclopedia che hanno il prenome Ana, suddivise per attività principale.

## Allenatrici di tennis(1)
- Anabel Medina Garrigues, allenatrice di tennis e ex tennista spagnola (Valencia, n. 1982)

## Altiste(1)
- Ana Šimić, altista croata (Gradačac, n. 1990)

## Arbitri di calcio(1)
- Ana Paula Oliveira, arbitro di calcio brasiliana (Hortolândia, n. 1978)

## Archeologhe(1)
- Ana Raduncheva, archeologa bulgara (Plovdiv, n. 1937 - Sofia, † 2017)

## Artiste(1)
- Ana Mendieta, artista cubana (L'Avana, n. 1948 - New York, † 1985)

## Artiste marziali miste(1)
- Cláudia Gadelha, artista marziale mista brasiliana (Mossoró, n. 1988)

## Assassine seriali(1)
- Baba Anujka, serial killer jugoslava (Romania, n. 1838 - Vladimirovac, † 1938)

## Atlete paralimpiche(1)
- Ana Jiménez Pérez, ex atleta paralimpica cubana (Santa Clara, n. 1979)

## Attrici(35)
- Cristina Alcázar, attrice spagnola (Elche, n. 1978)
- Ana Alexander, attrice e modella serba (Belgrado, n. 1979)
- Ana Alicia, attrice messicana (Città del Messico, n. 1956)
- Ana Ariel, attrice brasiliana (n. 1930 - Rio de Janeiro, † 2004)
- Ana Asensio, attrice e regista spagnola (Madrid, n. 1978)
- Ana Casares, attrice polacca (Ivano-Frankivs'k, n. 1930 - Buenos Aires, † 2007)
- Ana Brenda Contreras, attrice messicana (McAllen, n. 1986)
- Ana Valeria Dini, attrice italiana (Córdoba, n. 1973)
- Ana Lucía Domínguez, attrice colombiana (Bogotà, n. 1983)
- Ana Duato, attrice spagnola (Valencia, n. 1968)
- Ana Fernández García, attrice spagnola (Madrid, n. 1989)
- Ana Garcés, attrice spagnola (Valladolid, n. 2000)
- Ana Gasteyer, attrice, comica e imitatrice statunitense (Washington, n. 1967)
- Ana Girardot, attrice francese (Clamart, n. 1988)
- Ana Goya, attrice, ballerina e regista teatrale spagnola (Pamplona, n. 1962)
- Ana Mariscal, attrice, regista e sceneggiatrice spagnola (Madrid, n. 1923 - Madrid, † 1995)
- Ana Milán, attrice, conduttrice televisiva e doppiatrice spagnola (Alicante, n. 1973)
- Ana Caterina Morariu, attrice romena (Cluj-Napoca, n. 1980)
- Ana Mulvoy-Ten, attrice britannica (Londra, n. 1992)
- Ana Ofelia Murguía, attrice messicana (Città del Messico, n. 1933 - Città del Messico, † 2023)
- Patricia Navidad, attrice e cantante messicana (Culiacán, n. 1973)
- Ana Beatriz Nogueira, attrice brasiliana (Rio de Janeiro, n. 1967)
- Ana Obregón, attrice, conduttrice televisiva e sceneggiatrice spagnola (Madrid, n. 1955)
- Ana María Orozco, attrice colombiana (Bogotà, n. 1973)
- Ana Ortiz, attrice statunitense (New York, n. 1971)
- Ana Luisa Peluffo, attrice messicana (Querétaro, n. 1929)
- Ana Polvorosa, attrice spagnola (Getafe, n. 1987)
- Ana Claudia Talancón, attrice messicana (Cancún, n. 1980)
- Teresa Tavares, attrice portoghese (Azambuja, n. 1982)
- Ana Torrent, attrice spagnola (Madrid, n. 1966)
- Ana Ularu, attrice rumena (Bucarest, n. 1985)
- Ana de Armas, attrice e modella cubana (L'Avana, n. 1988)
- Ana de la Reguera, attrice messicana (Veracruz, n. 1977)
- Ana del Rey, attrice, cantante e ballerina spagnola (Alicante, n. 1985)
- Ana Álvarez, attrice spagnola (Jerez de la Frontera, n. 1969)

## Attrici pornografiche(2)
- Ana Foxxx, attrice pornografica statunitense (Rialto, n. 1988)
- Ana Nova, ex attrice pornografica tedesca (Magdeburgo, n. 1975)

## Avvocate(1)
- Ana Maria Polo, avvocata e conduttrice televisiva statunitense (L'Avana, n. 1959)

## Avvocatesse(1)
- Ana Urquijo Elorriaga, avvocatessa spagnola (Bilbao, n. 1957)

## Biologhe(1)
- Ana Aslan, biologa e medico romena (Brăila, n. 1897 - Bucarest, † 1988)

## Calciatrici(8)
- Ana Borges, calciatrice portoghese (Gouveia, n. 1990)
- Ana Carolina Cannone, calciatrice brasiliana (Araçatuba, n. 1995)
- Ana Jelenčić, calciatrice croata (Karlovac, n. 1994)
- Ana Cristina Oliveira Leite, calciatrice tedesca (Bocholt, n. 1991)
- Ana Maria Marković, calciatrice croata (Spalato, n. 1999)
- Ana Lucía Martínez, calciatrice guatemalteca (Città del Guatemala, n. 1990)
- Ana Petrović, calciatrice croata (Osijek, n. 1989)
- Ana Romero, ex calciatrice spagnola (Siviglia, n. 1987)

## Cantanti(17)
- Aniya la Gitana, cantante, danzatrice e chitarrista spagnola (Ronda, n. 1855 - Barcellona, † 1933)
- Anabel Conde, cantante spagnola (Fuengirola, n. 1975)
- Ana Bacalhau, cantante portoghese (Lisbona, n. 1978)
- Ana Diaz, cantante svedese (Västerås, n. 1977)
- Lila Downs, cantante, cantautrice e attrice messicana (Heroica Ciudad de Tlaxiaco, n. 1968)
- Ana Flora, cantante brasiliana (Pernambuco)
- Ana Guerra, cantante spagnola (San Cristóbal de La Laguna, n. 1994)
- Ana Johnsson, cantante svedese (Göteborg, n. 1977)
- Ana Matronic, cantante statunitense (Portland, n. 1974)
- Ana Mena, cantante, attrice e modella spagnola (Estepona, n. 1997)
- Ana Moura, cantante portoghese (Santarém, n. 1979)
- Ana Soklič, cantante e compositrice slovena (Bohinj, n. 1984)
- Ana Stanić, cantante e produttrice cinematografica serba (Niš, n. 1975)
- Karylle, cantante, compositrice e attrice filippina (Manila, n. 1981)
- Ana Torroja, cantante spagnola (Madrid, n. 1959)
- Ana de Hollanda, cantante, attrice e politica brasiliana (San Paolo, n. 1942)
- Konstrakta, cantante serba (Belgrado, n. 1978)

## Cantautrici(5)
- Ana Carolina, cantautrice, polistrumentista e compositrice brasiliana (Juiz de Fora, n. 1974)
- Ana Frango Elétrico, cantautrice, compositrice e pittrice brasiliana (Rio de Janeiro, n. 1997)
- Anni B Sweet, cantautrice spagnola (Malaga, n. 1987)
- Ana Laan, cantautrice spagnola (Madrid, n. 1967)
- Ana Paula Valadão, cantautrice brasiliana (Belo Horizonte, n. 1976)

## Cestiste(25)
- Ana Álvaro, ex cestista spagnola (Cuenca, n. 1969)
- Ana Lúcia Castilho da Mota, ex cestista brasiliana (San Paolo, n. 1968)
- Ana Paula Monteiro, ex cestista brasiliana (n. 1970)
- Ana Flávia Azinheira, ex cestista e politica mozambicana (Maputo, n. 1977)
- Ana Baletić, cestista montenegrina (Nikšić, n. 1985)
- Ana Balitcaia, ex cestista moldava (Kišinev, n. 1970)
- Ana Dabović, cestista serba (Cettigne, n. 1989)
- Ana María Eizaguirre, ex cestista spagnola (n. 1963)
- Ana María Gandarillas, ex cestista e ex pallavolista boliviana (Cochabamba, n. 1955)
- Ana Gonçalves, cestista angolana (Benguela, n. 1993)
- Ana Hernández, ex cestista cubana (n. 1962)
- Ana Herrero, ex cestista spagnola (Madrid, n. 1956)
- Ana Jiménez Sánchez, ex cestista spagnola (Gavà, n. 1959)
- Ana Joković, ex cestista serba (Belgrado, n. 1979)
- Ana Junyer, ex cestista e allenatrice di pallacanestro spagnola (Figueres, n. 1963)
- Ana Kano, ex cestista della Repubblica Democratica del Congo (Kinshasa, n. 1970)
- Ana Lelas, ex cestista croata (Spalato, n. 1983)
- Ana Perović, ex cestista serba (Niš, n. 1977)
- Ana Petrak, cestista croata (n. 1998)
- Liceth Rojas, ex cestista boliviana (Cochabamba, n. 1959)
- Ana Suárez, cestista spagnola (Valencia, n. 1987)
- Ana Tadić, cestista serba (Belgrado, n. 1998)
- Ana Tot, ex cestista jugoslava (n. 1945)
- Ana Turčinović, cestista montenegrina (Nikšić, n. 1993)
- Bianca Urban, ex cestista rumena (Arad, n. 1976)

## Chitarriste(2)
- Ana Popović, chitarrista e cantante serba (Belgrado, n. 1976)
- Ana Vidović, chitarrista croata (Karlovac, n. 1980)

## Cicliste su strada(1)
- Ana Covrig, ex ciclista su strada italiana (Cluj-Napoca, n. 1994)

## Conduttrici televisive(1)
- Ana Maria Braga, conduttrice televisiva, giornalista e scrittrice brasiliana (São Joaquim da Barra, n. 1949)

## Diplomatiche(1)
- Ana Gomes, diplomatica e politica portoghese (São Sebastião da Pedreira, n. 1954)

## Funzionarie(1)
- Ana Montes, funzionaria statunitense (Norimberga, n. 1957)

## Ginnaste(4)
- Ana Sofía Gómez, ex ginnasta guatemalteca (Città del Guatemala, n. 1995)
- Ana Lago, ex ginnasta messicana (Monterrey, n. 1995)
- Ana Filipa Martins, ginnasta portoghese (Porto, n. 1996)
- Ana Porgras, ex ginnasta rumena (Galați, n. 1993)

## Giocatrici di beach volley(2)
- Ana Paula Connelly, ex giocatrice di beach volley brasiliana (n. 1972)
- Ana Gallay, giocatrice di beach volley argentina (Nogoyá, n. 1986)

## Giornaliste(3)
- Ana Maria Bahiana, giornalista, critica musicale e critica cinematografica brasiliana (Rio de Janeiro, n. 1950)
- Ana García-Siñeriz, giornalista e conduttrice televisiva spagnola (Oviedo, n. 1965)
- Ana Rosa Quintana, giornalista e conduttrice televisiva spagnola (Madrid, n. 1956)

## Giuriste(2)
- Ana Mendes Godinho, giurista e politica portoghese (Lisbona, n. 1972)
- Ana Redondo, giurista e politica spagnola (Valladolid, n. 1966)

## Illustratrici(1)
- Ana Juan, illustratrice, pittrice e scultrice spagnola (Valencia, n. 1961)

## Imprenditrici(1)
- Ana Botín, imprenditrice e banchiere spagnola (Santander, n. 1960)

## Matematiche(1)
- Ana Millán Gasca, matematica spagnola (Saragozza, n. 1964)

## Mezzofondiste(2)
- Ana Dulce Félix, mezzofondista e maratoneta portoghese (n. 1982)
- Ana Fidelia Quirot, ex mezzofondista e velocista cubana (Palma Soriano, n. 1963)

## Modelle(11)
- Ana Karina Áñez, modella venezuelana (Barquisimeto, n. 1985)
- Carolina Ardohain, modella, conduttrice televisiva e ballerina argentina (General Acha, n. 1978)
- Ana Paula Arósio, ex modella e attrice brasiliana (San Paolo, n. 1975)
- Ana Beatriz Barros, supermodella brasiliana (Itabira, n. 1982)
- Ana Yancy Clavel, modella salvadoregna (San Salvador, n. 1992)
- Ana Isabel Herrero, modella spagnola (n. 1965)
- Ana Hickmann, modella, conduttrice televisiva e blogger brasiliana (Santa Cruz do Sul, n. 1981)
- Ana Cláudia Michels, modella brasiliana (Joinville, n. 1981)
- Elizabeth Mosquera, modella venezuelana (Maracaibo, n. 1991)
- Ana Teresa Oropeza, modella venezuelana (San Juan de los Morros, n. 1964)
- Desireé Rolando, modella venezuelana (Caracas, n. 1956)

## Multipliste(1)
- Ana Camila Pirelli, multiplista paraguaiana (Asunción, n. 1989)

## Nobildonne(1)
- Ana Maria de Lorena, nobildonna portoghese (n. 1691 - † 1761)

## Nobili(2)
- Ana de Mendoza, nobile spagnola (Cifuentes, n. 1540 - Pastrana, † 1592)
- Ana de Velasco y Girón, nobile spagnola (Napoli, n. 1585 - Vila Viçosa, † 1607)

## Nuotatrici(2)
- Ana Marcela Cunha, nuotatrice brasiliana (Salvador, n. 1992)
- Ana Rodrigues, nuotatrice portoghese (São João da Madeira, n. 1994)

## Ostacoliste(1)
- Ana Ambrazienė, ex ostacolista e velocista lituana (Vilnius, n. 1955)

## Pallamaniste(2)
- Ana Gros, pallamanista slovena (Slovenj Gradec, n. 1991)
- Ana Radović, ex pallamanista montenegrina (Sarajevo, n. 1986)

## Pallanuotiste(1)
- Ana Copado, pallanuotista spagnola (Terrassa, n. 1980)

## Pallavoliste(15)
- Ana Antonijević, ex pallavolista serba (Užice, n. 1987)
- Ana Bjelica, pallavolista serba (Belgrado, n. 1992)
- Ana Paula Borgo, pallavolista brasiliana (Bauru, n. 1993 - † 2023)
- Ana Cleger, pallavolista cubana (n. 1989)
- Ana Beatriz Corrêa, pallavolista brasiliana (Sorocaba, n. 1992)
- Ana Escamilla, pallavolista spagnola (Almería, n. 1998)
- Ana Ivis Fernández, pallavolista cubana (Sancti Spíritus, n. 1973)
- Ana Paula Ferreira, ex pallavolista brasiliana (Porto Alegre, n. 1980)
- Ana Grbac, pallavolista croata (Fiume, n. 1988)
- Ana Sofía Jusino, pallavolista portoricana (n. 1994)
- Ana Rosa Luna, pallavolista portoricana (Coamo, n. 1989)
- Ana Moser, pallavolista e politica brasiliana (n. 1968)
- Ana Takagui, pallavolista brasiliana (Nova Mutum, n. 1987)
- Ana Carolina da Silva, pallavolista brasiliana (Belo Horizonte, n. 1991)
- Ana Cristina de Souza, pallavolista brasiliana (Rio de Janeiro, n. 2004)

## Pesiste(1)
- Ana Po'uhila, ex pesista e discobola tongana (Neiafu, n. 1979)

## Pilote automobilistiche(1)
- Ana Beatriz, pilota automobilistica brasiliana (San Paolo, n. 1985)

## Pilote motociclistiche(1)
- Ana Carrasco, pilota motociclistica spagnola (Murcia, n. 1997)

## Pittrici(1)
- Ana Kapor, pittrice italiana (Belgrado, n. 1964)

## Poetesse(3)
- Ana Blandiana, poetessa romena (Timișoara, n. 1942)
- Ana Daniel, poetessa portoghese (Lisbona, n. 1928 - Sintra, † 2011)
- Ana Emilia Lahitte, poetessa, scrittrice e giornalista argentina (La Plata, n. 1921 - La Plata, † 2013)

## Politiche(13)
- Ana María Sánchez de Ríos, politica e avvocata peruviana (Lima, n. 1959)
- Ana Birchall, politica e avvocato rumena (Mizil, n. 1973)
- Ana Botella, politica spagnola (Madrid, n. 1953)
- Ana Brnabić, politica e economista serba (Belgrado, n. 1975)
- Anne Hidalgo, politica francese (San Fernando, n. 1959)
- Ana Jara, politica e avvocata peruviana (Ica, n. 1968)
- Ana Amélia Lemos, politica, opinionista e giornalista brasiliana (Lagoa Vermelha, n. 1945)
- Ana Isabel de Palacio y del Valle Lersundi, politica, docente e avvocata spagnola (Madrid, n. 1948)
- Ana Pastor, politica spagnola (Cubillos, n. 1957)
- Ana Pauker, politica romena (Codăești, n. 1893 - Bucarest, † 1960)
- Ana Pontón, politica e politologa spagnola (Sarria, n. 1977)
- Ana Revenco, politica moldava (Chișinău, n. 1977)
- Ana Paula da Silva, politica brasiliana (Florianópolis, n. 1975)

## Principesse(1)
- Ana Terter, principessa bulgara

## Psicologhe(1)
- Ana Estrada, psicologa, attivista e blogger peruviana (Lima, n. 1976 - Lima, † 2024)

## Rapper(1)
- Gata Cattana, rapper e poetessa spagnola (Adamuz, n. 1991 - Madrid, † 2017)

## Registe(1)
- Ana Lily Amirpour, regista e sceneggiatrice britannica (Margate, n. 1980)

## Religiose(3)
- Ana Julia Duque Heckner, religiosa colombiana (Salamina, n. 1898 - Medellín, † 1993)
- Ana María Janer Anglarill, religiosa spagnola (Cervera, n. 1800 - Talarn, † 1885)
- Ana Monteagudo, religiosa peruviana (Arequipa, n. 1602 - Arequipa, † 1686)

## Rivoluzionarie(2)
- Anita Garibaldi, rivoluzionaria brasiliana (Morrinhos, n. 1821 - Mandriole di Ravenna, † 1849)
- Ana Ipătescu, rivoluzionaria rumena (Bucarest, n. 1805 - Bucarest, † 1875)

## Schermitrici(3)
- Ana Maria Brânză, schermitrice rumena (Bucarest, n. 1984)
- Ana Derșidan-Ene-Pascu, schermitrice rumena (Bucarest, n. 1944 - Bucarest, † 2022)
- Ana Fáez, schermitrice cubana (n. 1972)

## Sciatrici alpine(8)
- Ana Bokal, sciatrice alpina slovena (n. 2006)
- Ana Bucik, sciatrice alpina slovena (Nova Gorica, n. 1993)
- Ana Drev, ex sciatrice alpina slovena (Slovenj Gradec, n. 1985)
- Ana Galindo Santolaria, ex sciatrice alpina spagnola (Aísa, n. 1973)
- Ana Jelušić, ex sciatrice alpina croata (Fiume, n. 1986)
- Ana Kobal, ex sciatrice alpina slovena (n. 1991)
- Ana Kobal, ex sciatrice alpina slovena (Žirovnica, n. 1983)
- Ana Zimšek, ex sciatrice alpina slovena (n. 1995)

## Scrittrici(6)
- Ana Maria Machado, scrittrice e giornalista brasiliana (Rio de Janeiro, n. 1941)
- Ana María Matute, scrittrice spagnola (Barcellona, n. 1925 - Barcellona, † 2014)
- Ana Rossetti, scrittrice spagnola (San Fernando, n. 1950)
- Ana Eduarda Santos, scrittrice portoghese (Lisbona, n. 1983)
- Ana María Shua, scrittrice argentina (Buenos Aires, n. 1951)
- Ana de Castro Osório, scrittrice, pedagoga e attivista portoghese (Mangualde, n. 1872 - Lisbona, † 1935)

## Scultrici(1)
- Ana Bešlić, scultrice jugoslava (Bajmok, n. 1912 - Belgrado, † 2008)

## Showgirl(1)
- Ana Laura Ribas, showgirl, personaggio televisivo e conduttrice radiofonica brasiliana (Curitiba, n. 1966)

## Soprani(2)
- Ana Lucrecia García, soprano venezuelana (Coro, n. 1970)
- Ana María Martínez, soprano portoricana (San Juan, n. 1971)

## Sovrane(1)
- Ana María de Huarte y Muñiz, sovrana messicana (Morelia, n. 1786 - Filadelfia, † 1861)

## Storiche(2)
- Ana Lucia Araujo, storica, scrittrice e docente statunitense (Brasile, n. 1971)
- Ana Paula Tavares, storica e poetessa angolana (Lubango, n. 1952)

## Supercentenarie(2)
- Ana Nogueira de Lucas, supercentenaria brasiliana (Pouso Alto, n. 1896 - São Sebastião do Rio Verde, † 2010)
- Ana María Vela Rubio, supercentenaria spagnola (Puente Genil, n. 1901 - Barcellona, † 2017)

## Taekwondoka(3)
- Ana Bajić, taekwondoka serba (Beška, n. 1995)
- Ana Petrušič, taekwondoka slovena (n. 1996)
- Ana Zaninović, taekwondoka croata (Spalato, n. 1987)

## Tenniste(5)
- Ana Bogdan, tennista rumena (Sinaia, n. 1992)
- Ana Ivanović, ex tennista serba (Belgrado, n. 1987)
- Ana Jovanović, ex tennista serba (Belgrado, n. 1984)
- Ana Konjuh, tennista croata (Ragusa, n. 1997)
- Ana Vrljić, ex tennista croata (Zagabria, n. 1984)

## Triatlete(1)
- Ana Burgos, triatleta spagnola (Madrid, n. 1967)

## Tripliste(1)
- Ana Peleteiro, triplista spagnola (Ribeira, n. 1995)

## Velociste(2)
- Ana Guevara, ex velocista messicana (Nogales, n. 1977)
- Ana Cláudia Lemos, velocista brasiliana (Jaguaretama, n. 1988)

## Violoncelliste(1)
- Ana Rucner, violoncellista croata (Zagabria, n. 1983)